# 内灘駅
内灘駅（うちなだえき）は、石川県河北郡内灘町向粟崎にある北陸鉄道浅野川線の駅で、同線の終着駅である。駅番号はA12。第4回中部の駅百選に選定されている。

## 歴史
- 1929年（昭和4年）7月14日：粟崎遊園の最寄り駅として、浅野川電気鉄道の粟ヶ崎遊園前駅として開業[3]。
- 1945年（昭和20年）10月1日：北陸鉄道が浅野川電気鉄道を合併したことに伴い、同社の浅野川線の駅となる[1][4]。
- 1954年（昭和29年）8月1日：貨物駅としての粟ヶ崎遊園前駅を内灘駅に改称[4]。
- 1960年（昭和35年）5月14日：粟ヶ崎遊園前駅を0.1km海側へ移転し内灘駅に改称（旅客駅として）[1][5][6]。
- 1974年（昭和49年）7月8日：粟ヶ崎海岸駅廃止に伴い終点となる[1][5]。
- 2019年（平成31年）2月12日：金沢市立工業高等学校の生徒が制作した「内灘町歌」のアレンジ曲が、内灘駅の発車メロディとして使用を開始[7]。

## 駅構造
単式ホーム1面1線を有する地上駅。ホームに隣接して屋根付きのスロープが設置されており、混雑時には改札口とは別の出口が解放される。また、内灘駅西側には車両基地（内灘検車区）があり、夜間滞泊も行われている。

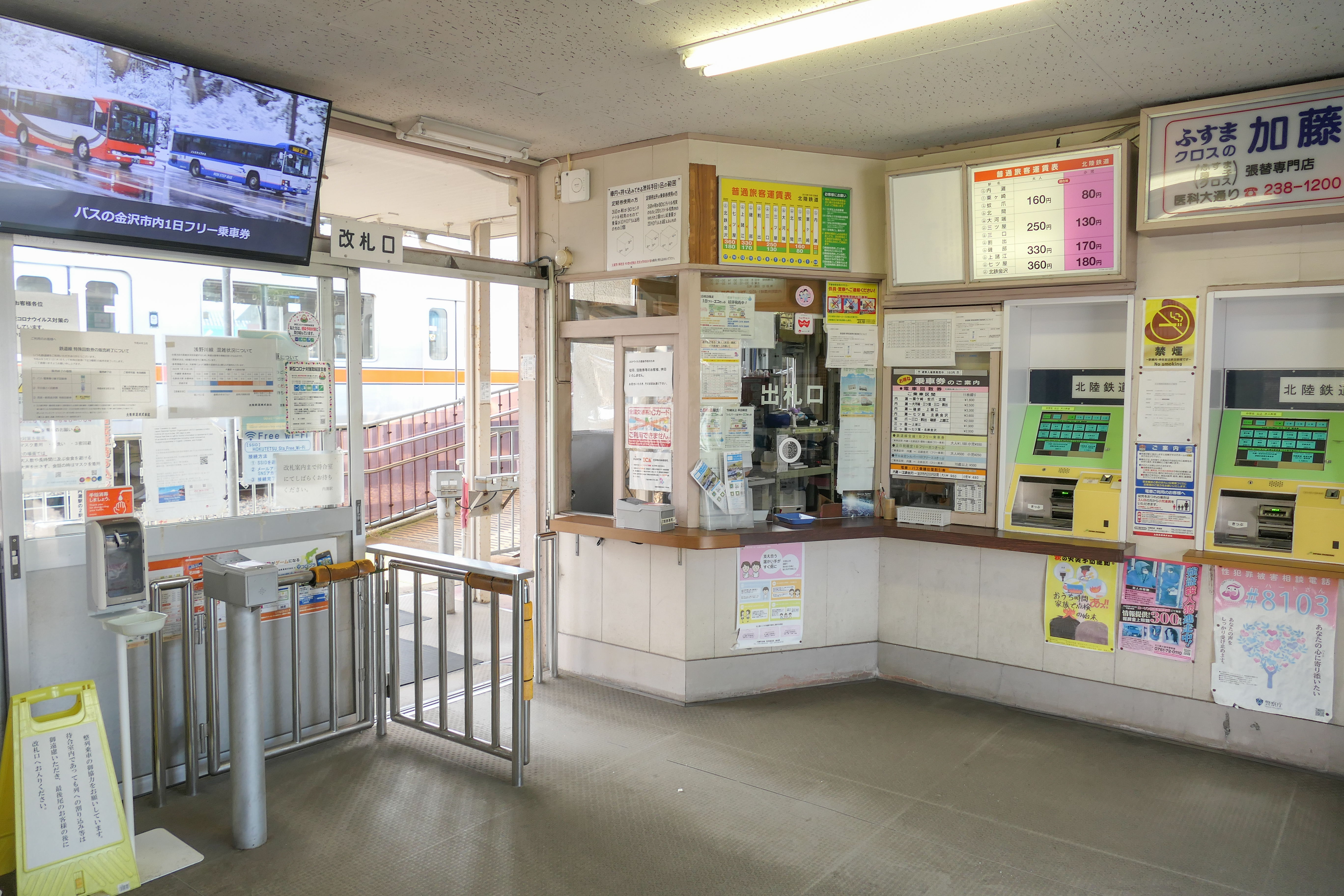
駅舎内（2022年7月）
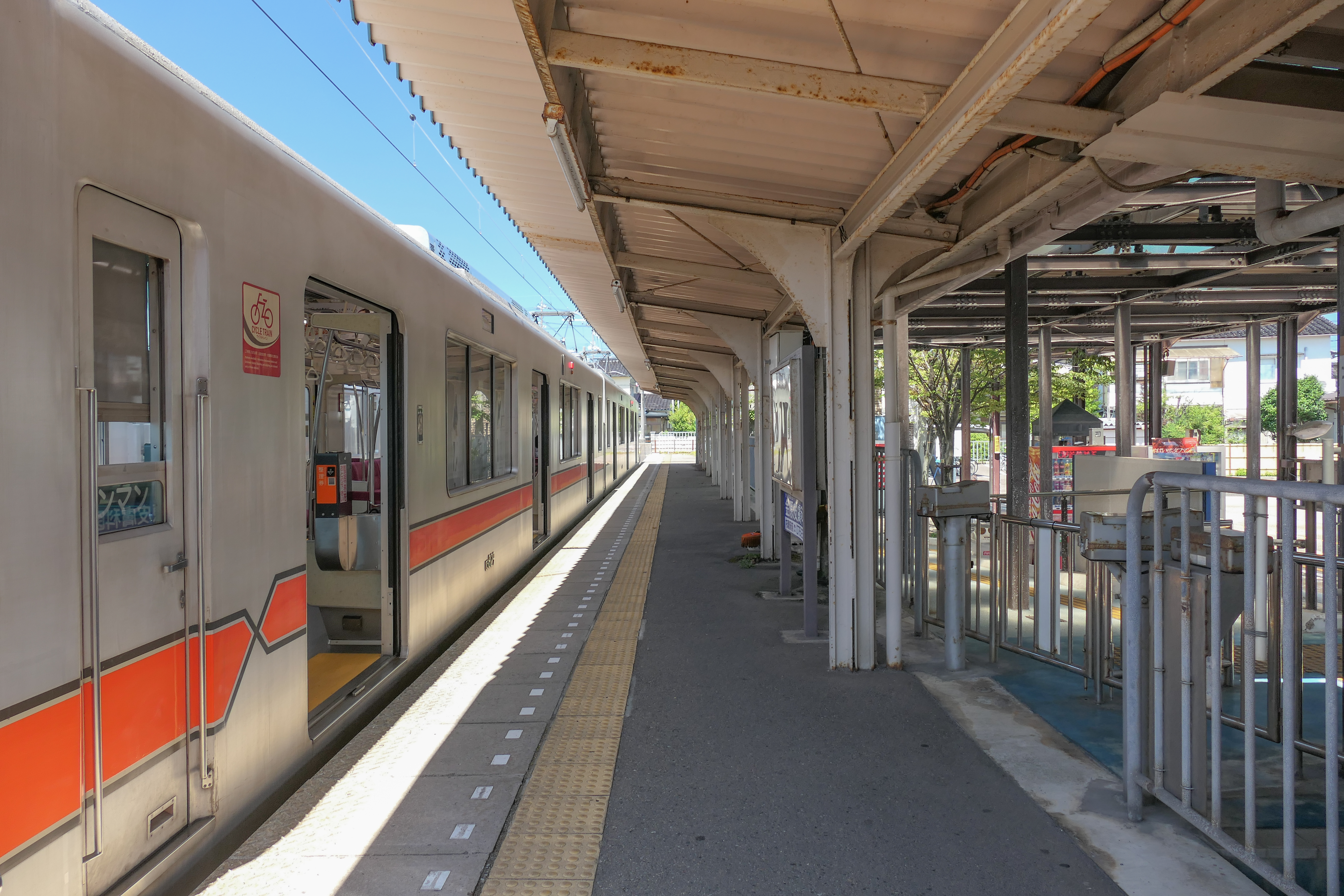
ホーム（2022年7月）
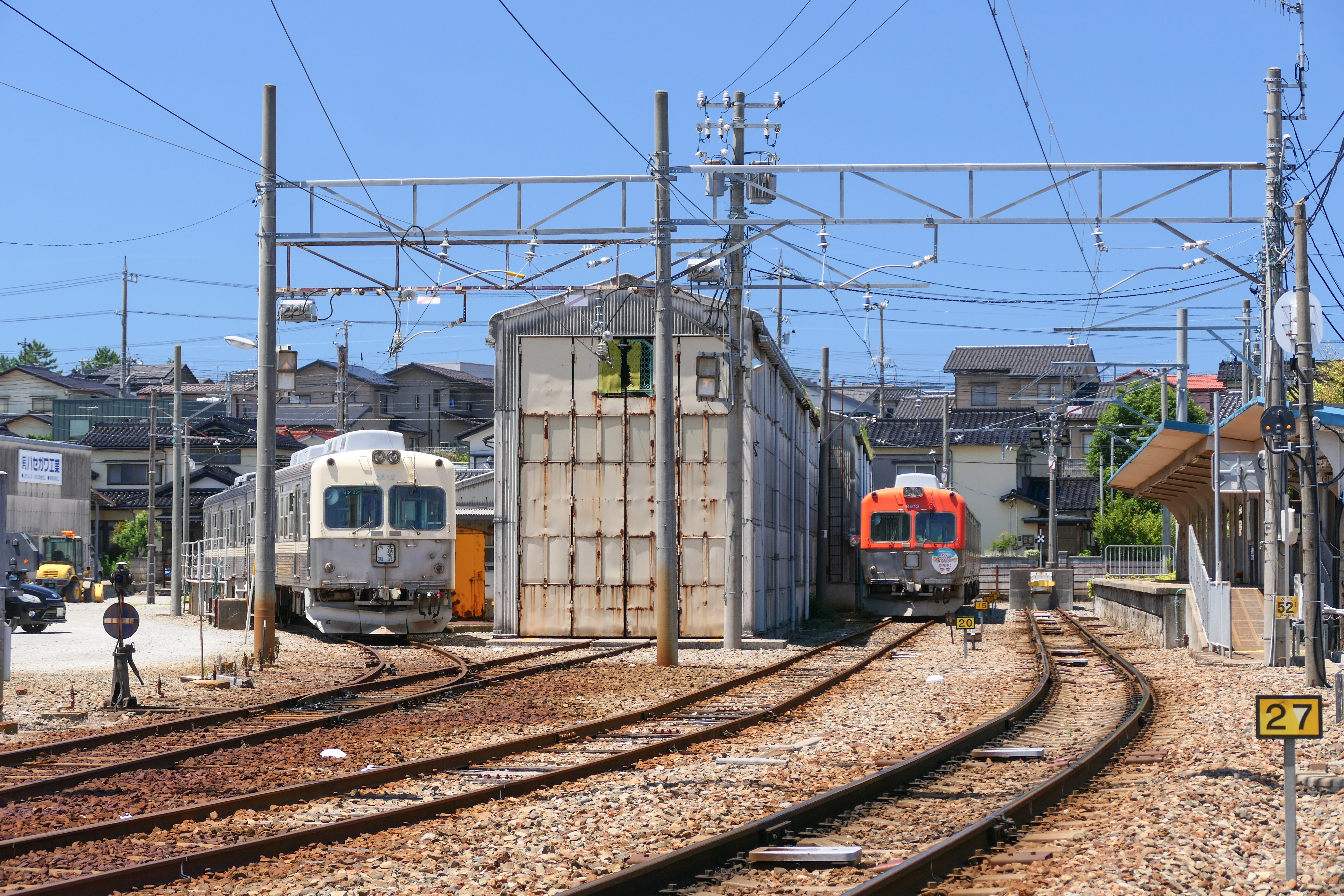
駅構内。ホーム(右）と車両基地（左）がある（2022年7月）

## 利用状況
- 北陸鉄道 - 2022年度の1日平均乗降人員は、2,217人であった[2]。
同社の駅では北鉄金沢駅に次いで第2位[10]。

　近年の1日平均乗降人員の推移は以下の通り。
| 乗降人員推移 | 乗降人員推移     | 乗降人員推移 |
| 年度         | 1日平均 乗降人員 | 出典         |
| ------------ | ---------------- | ------------ |
| 2001年       | 2,574            |              |
| 2002年       | 2,503            |              |
| 2003年       | 2,497            | [ 12 ]       |
| 2004年       | 2,370            | [ 12 ]       |
| 2005年       | 2,372            | [ 12 ]       |
| 2006年       | 2,396            | [ 12 ]       |
| 2007年       | 2,448            | [ 12 ]       |
| 2008年       | 2,452            | [ 12 ]       |
| 2009年       | 2.333            | [ 13 ]       |
| 2010年       | 2.217            | [ 13 ]       |
| 2011年       | 2,142            | [ 13 ]       |
| 2012年       | 2,212            | [ 13 ]       |
| 2013年       | 2,321            | [ 13 ]       |
| 2014年       | 2,368            | [ 14 ]       |
| 2015年       | 2,572            | [ 14 ]       |
| 2016年       | 2,616            | [ 14 ]       |
| 2017年       | 2,742            | [ 14 ]       |
| 2018年       | 2,746            | [ 2 ]        |
| 2019年       | 2,723            | [ 2 ]        |
| 2020年       | 1,921            | [ 2 ]        |
| 2021年       | 2,071            | [ 2 ]        |
| 2022年       | 2,217            | [ 2 ]        |

## 駅周辺
- 内灘砂丘
- コンフォモール内灘

また、以下の施設への連絡バスが運行されており、電車との接続ダイヤが考慮されている。
- 内灘町役場
- 金沢医科大学病院[9]

## バス路線
駅前に北鉄金沢バスと内灘町コミュニティバスのバスターミナルがあり、以下の路線が乗り入れている。
北鉄金沢バス
- 錦町粟崎線
- 内灘線
- 鶴ヶ丘住宅線
- 運転免許センター線

内灘町コミュニティバス
運行は日本海観光バスに委託している。
- 南部ルート（大根布1丁目・内灘町役場方面行き）
- 全町ルート（室・内灘町役場方面行き）

## 隣の駅
北陸鉄道
■浅野川線
粟ヶ崎駅 (A11) - 内灘駅 (A12)
なお、1974年7月8日まではこの先臨時駅の粟ヶ崎海岸駅まで、1.3kmの路線が延びていた。